# Шарпсбург (Пенсилванија)
Шарпсбург (енгл. Sharpsburg) град је у америчкој савезној држави Пенсилванија.

## Демографија
По попису из 2010. године број становника је 3.446, што је 148 (-4,1%) становника мање него 2000. године.
| Група             | 2000.         | 2010.         |
| Белци             | 3.312 (92,2%) | 2.929 (85,0%) |
| Афроамериканци    | 137 (3,8%)    | 232 (6,7%)    |
| Азијати           | 23 (0,6%)     | 59 (1,7%)     |
| Хиспаноамериканци | 76 (2,1%)     | 115 (3,3%)    |
| Укупно            | 3.594         | 3.446         |